# 古德寺
古德寺，又名古德禅寺，是湖北省武漢市的一間佛寺，为武汉地区四大丛林之一。其位於江岸区二七街道黄埔路上滑坡（門牌）74号。寺庙几经战火，兴盛时期占地达30000多平方米，目前仅存天王殿、大雄宝殿等建筑，四圍被二炮部隊駐地、空軍醫院與其他民居包围。

## 歷史
寺院由隆希和尚创建于1877年，原名古德茅蓬。光绪三十一年（1905年）扩建。
1911年10月，昌宏法师率古德茅蓬僧众，冒着枪林弹雨，自发救护武昌起义的革命军伤员，后有3000余具烈士遗骨埋葬在寺侧，受到中华民国政府的嘉奖。
1912年4月13日，孙中山专程来古德寺为其历史意义而凭吊。同年，湖北军政府对寺侧的烈士冢进行修缮，“仿西人公坟园式建筑一切”，“将该丛冢四面周围护铁栏、栽植花木并竖立石柱，高标铜旗，以垂不朽而志纪念”。
民国3年（1914年），龙波和尚将其改为丛林，并为首任方丈，时民国总统黎元洪亲自为古德茅蓬题书，取“心性好古，普度以德”之意，为它更名为古德禅寺。升级成为“共和首寺”。
1916年始建天王殿、客堂、斋堂、寮房、方丈、禅堂、觉幻社。
1921年始建大雄宝殿及观音堂、云水堂，历时13年方成。
1954年10月19日，印度总理尼赫鲁参观该寺庙，他对武汉拥有一座印度帕那瓦风格的群塔寺庙感到惊异。
1959年，武汉市人民政府将古德寺公布为市级文物保护单位。
土地改革時期，寺院成為武漢各寺廟僧人還俗集中點，僧侶們在此要參加勞動做火柴、衣服和搞印刷。古德寺和广讲寺参加勞動的僧众後都被并进武汉市自行车二厂。
文化大革命中古德寺被迫关闭，先后由中国人民解放军八二〇一部队和武汉市公安局管教所进驻，佛像及文物全部被毁，1974年，古德寺的房舍土地被拨给武汉照相机厂使用，大雄宝殿、客堂、斋堂、禅堂等先后被武汉照相机厂佔用改建成生产车间，大片绿地也遭到毁坏。
1986年武汉市人民政府确定将产权归还佛教协会。
1996年，古德寺重新对外开放，但许多建筑仍然没有修复。
2013年5月，古德寺升级为全国重点文物保护单位，同年11月又与江汉路水塔、湖北省图书馆、晴川阁、武汉大学行政楼成为新一批“武汉城市地标”。

### 史蹟遺失
据档案记载，寺内曾存有王羲之和郑板桥的真迹、续藏小字大藏经二部、1925年袁国桢墨写大字华严经一部、陈势丝绣大悲咒像全套，大雄宝殿地下室内还存有一批佛像和经书，1980年代後復建寺院時已不见踪影。

## 建筑
寺院坐东向西，占地2万平方米，建筑面积有3600平方米。山门上原有黎元洪写的“古德禅寺”匾额，山门后是天王殿，殿后是一院落，有一小花园，再进是大雄宝殿。此殿为钢筋混凝土结构，仿缅甸阿难陀寺样式，这种建筑样式極其罕见，目前世界上仅存两座这样的建筑。
殿顶有象征五佛四菩萨的9座佛塔，塔周围有96个莲花墩和二十四诸天菩萨像。殿内正中供奉释迦牟尼、药师、弥勒3尊佛像，像后为西方三圣，左右为二十五圆通及文殊、普贤菩萨像。寺院的左侧为方丈室、觉幻室、观音堂，藏经楼等，右侧为僧寮舍、客堂、斋堂等。寺后及左侧空地曾是一片茂密的竹林。

## 發展計劃
早在2011年武汉市政府公布江岸区前三季度重大项目推进中，已劃定出古德寺文化旅游商业住宅综合区项目地块，將其纳入轨道集团储备用地。至2013年底，武汉旅游政务网公布古德寺片的旧城改造计划，项目估算总投资为50亿元。2015年，古德寺周边進行第一期拆迁工作，2017年12月，古德寺二期拆迁计划被披露。根據武汉市旅游总体规划的“武汉市宗教文化旅游资源规划”，古德寺将规划为文化旅游商业住宅综合区，将古德禅寺列为全市重点宗教文化资源开发项目，拟将武汉照相机厂与古德寺连成一体，开辟为古德文化旅游区，計劃在相机厂区内改造和新建一批仿缅甸、泰国和西南少数民族风屋宇，形成类似上海城隍庙集旅游商贸于一体的场所。